# 自然-化学生物学
《自然-化学生物学》（英文：Nature Chemical Biology）是《自然》雜誌的化学生物学分册，也是该学科领域经由同行评审的权威科学期刊。该杂志于2005年创刊，由英国自然出版集团按每月一期出版，2013年度的影响因子为12.996。